# Росси, Пьетро де
Пье́тро де Ро́сси (итал. Pietro de Rossi; 1760, Рим — упоминается до 1811 года) — архитектор итальянского происхождения, представитель зрелого классицизма; один из наиболее продуктивных архитекторов периода зрелого классицизма, живших и работавших в Литве.

## Биография

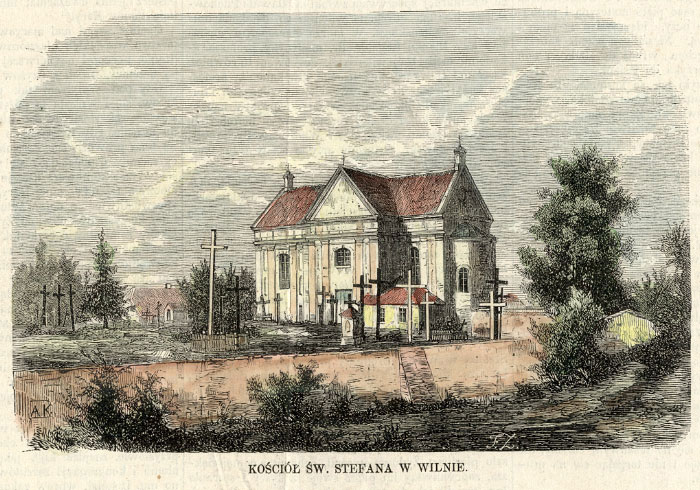
Костёл Святого Стефана

Архитектор работал в Литве в 1785—1811 годах. Сотрудничал с Лауринасом Стуокой-Гуцявичюсом при возведении портика Кафедрального собора в Вильно.
По его проектам построены центральная часть дворца усадьбы в Товянах (ныне Тауенай, Укмергский район; 1785) и колокольня костёла Пресвятой Троицы в Трашкунах (1803; завершена итальянским архитектором Боретти). Пьетро де Росси реконструировал часовню Острой Брамы в Вильно (пристроена пристройка с лестницей в часовню, 1789), восточный фасад костёла в Пажайслисе (пристроены двухэтажные аркады, 1792); по его проекту часть бывшего малого дворца Радзивиллов (дворец Доминика Радзивилла) в Вильно на улице Виленской приспособлена под театр (1796) и перестроен иезуитский новициат Святого Игнатия в Вильно (1798). 

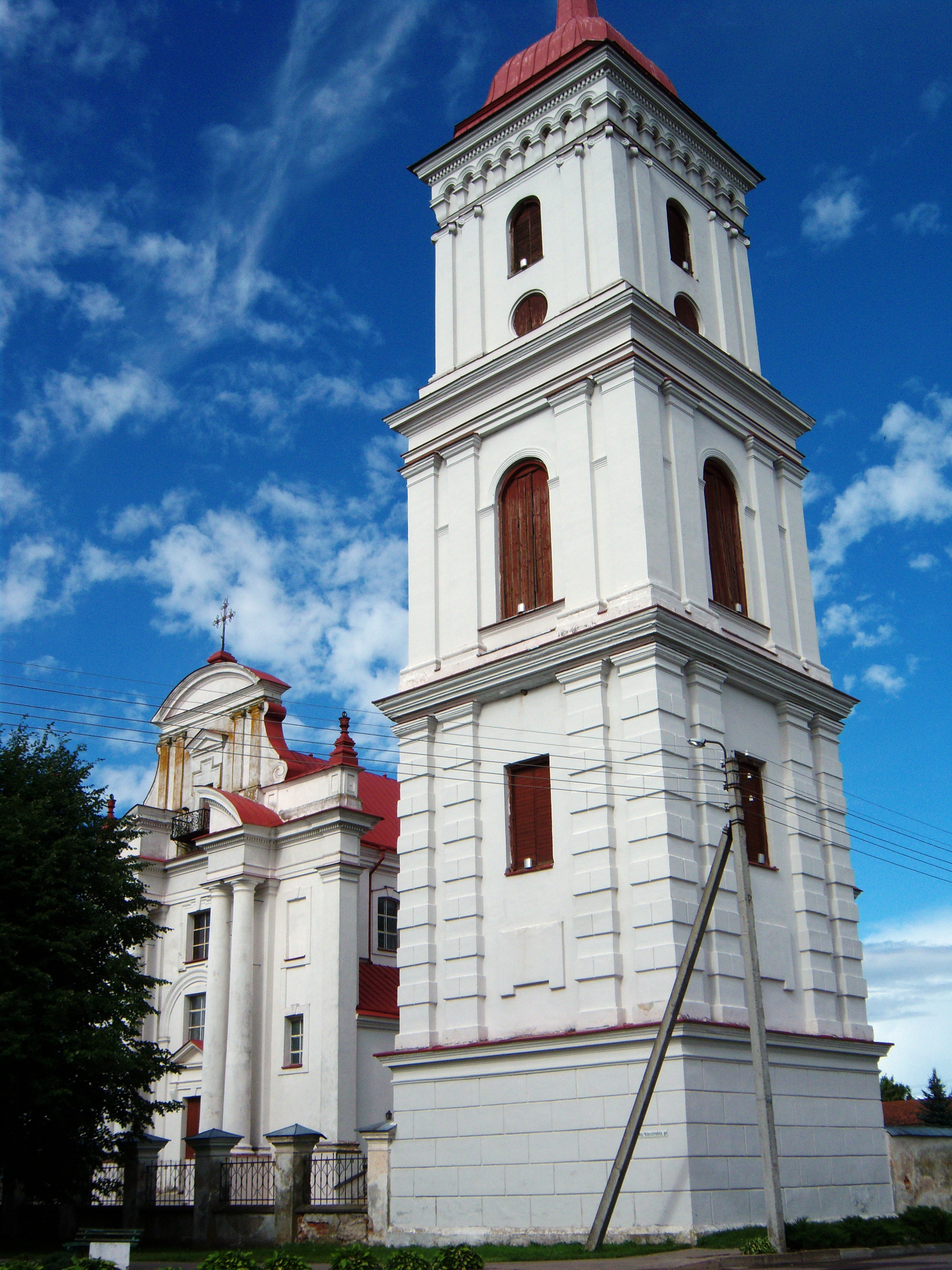
Колокольня костёла Пресвятой Троицы в Трашкунах

Совместно с архитектором Августином Коссаковским перестроил костёл в Пабярже (ныне Вильнюсский район; 1796). Принимал участие в ремонте и реконструкции костёла Святого Стефана в Вильно (1801—1806). 
Предполагается, что реконструировал дворец Слушков в Вильно (1803), перестраивал дворец в Бельмонте (1811). 
Произвёл измерения подземелий улице Бокшто, составил план Вильно. В копиях дошли его рисунки Верхнего и Нижнего замков, Ратуши, дворца Слушков. В своём архитектурном творчестве сдержанные классицистские формы сочетал с довольно обильным декором.